# TVRi
TVR International (Televiziunea Română Internațional) — международный телеканал Румынского телевидения, основанный 1 декабря 1995 года. Этот канал является бесплатным и вещает по кабельной сети и через спутники для румынских общин в разных странах. В настоящее время телеканал вещает на территории Северной и Южной Америк, Европы, Северной Африки, на Среднем и Ближнем Востоке, в Азии, Австралии, Новой Зеландии и странах Океании.

## Сетка вещания канала
Сетку телевещания TVRi составляют программы собственного производства, а также программы телеканалов TVR1, TVR2, TVR3, TVR Cultural и TVR Info. В 2011 году продолжительность собственных программ составила 669 часов (7,6% от общего вещания TVRi). Это ток-шоу, выпуски новостей, культурно-познавательные и развлекательные программы.

## Аудитория
Аудитория телеканала составляет порядка 10 млн. румын во всём мире. Рейтинг TVRi составлял 8,38% в 2010 году и 7,63% в 2011 году. Вещание телеканала осуществляется, помимо румынского, на венгерском, немецком, цыганском и английском языках. Для вещания по всему миру используются четыре спутника.